# 사랑을 카피하다
《사랑을 카피하다》(페르시아어: کپی برابر اصل, 프랑스어: Copie conforme)는 2010년 개봉한 프랑스, 이란의 드라마 영화이다. 아바스 키아로스타미가 감독과 각본을 맡았다. 주연을 맡은 쥘리에트 비노슈는 2010 칸 영화제에서 여우주연상을 수상했다.

## 출연

### 주연
- 줄리엣 비노쉬
- 윌리엄 쉬멜

### 조연
- 장 클로드 카리에
- 아가시 나탠슨
- 지안나 지아체티
- 안젤로 바바갈로
- 필리포 트로자노

## 기타
- 공동각본: 캐롤라인 엘리아쉐프
- 라인프로듀서: 가에타노 다니엘레
- 미술: 지안카를로 바실리
- 배역: 파비올라 반지